# Angkalanthus oligophylla
Angkalanthus oligophylla é uma espécie de planta na família Acanthaceae. É endémica do Iêmen. Os seus habitats naturais consistem em florestas subtropicais, florestas tropicais secas e áreas rochosas.